# Paragiopagurus hobbiti
Paragiopagurus hobbiti is een tienpotigensoort uit de familie van de Parapaguridae. De wetenschappelijke naam van de soort is voor het eerst geldig gepubliceerd in 1983 door Macpherson.